# Sanctuaire de Tancrémont
Le sanctuaire de Tancrémont est une chapelle publique au bord de la route allant de Pepinster à Louveigné, au lieu-dit Tancrémont, dans la province de Liège (Région wallonne de Belgique). Elle fut construite en 1895 pour abriter le Christ de Tancrémont (également connu sous le nom de Vieux-Bon-Dieu) : un très ancien crucifix découvert dans un champ voisin vers 1830.

## Le Christ de Tancrémont

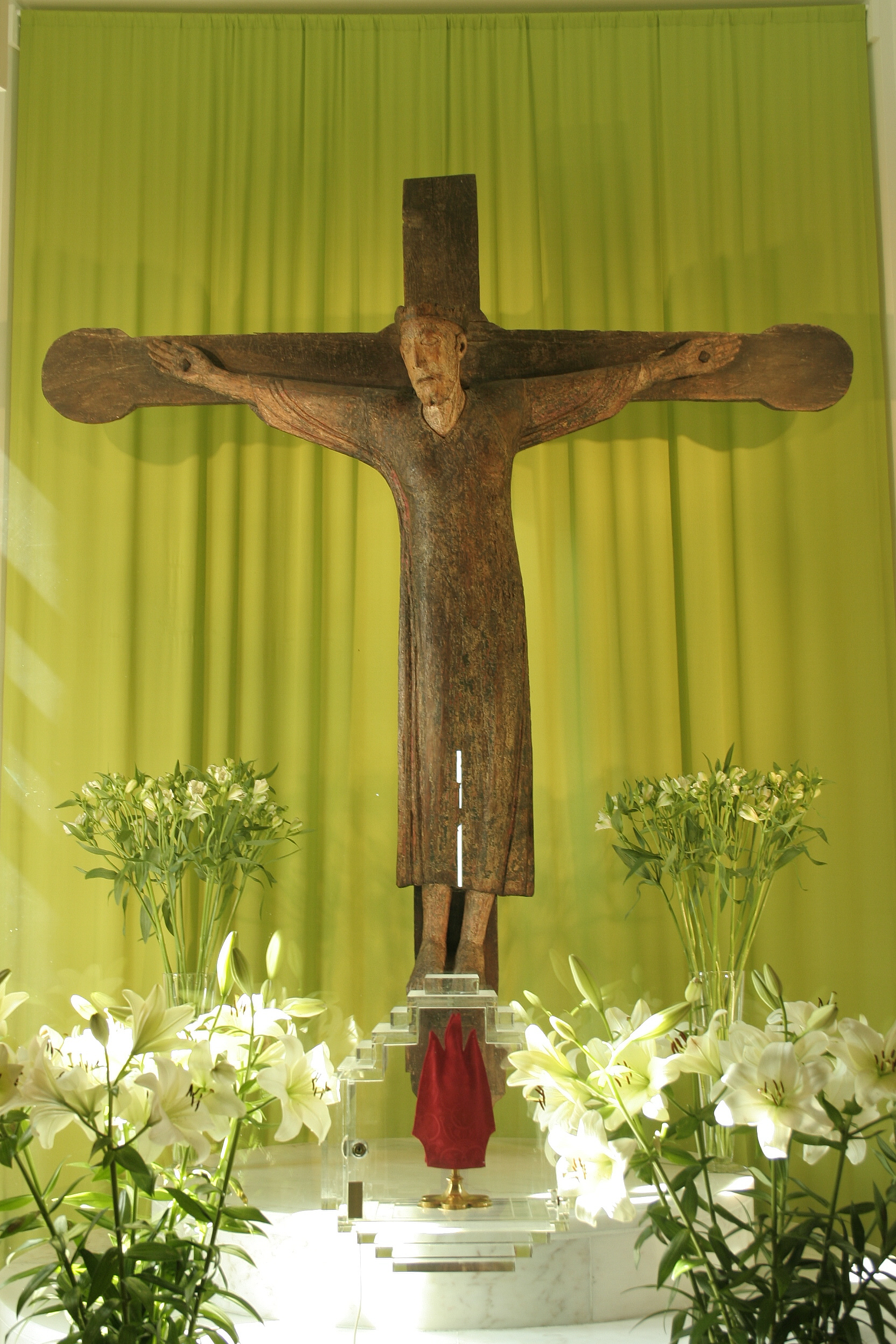
Le Christ de Tancrémont.

### Découverte
En 1830, un paysan découvre, enterré dans un champ situé à Tancrémont, un crucifix de large dimension. La croix est en chêne et le Christ glorieux est sculpté dans du bois de tilleul. Le crucifix est en bon état de conservation. Des analyses scientifiques (au carbone 14) le datent du IXe siècle (entre 810 et 965).
La croix mesure deux mètres de haut, et 1,80 mètre de large. Le Christ  mesure 1,4 mètre de haut.  Debout, adossé à la croix (plutôt que pendu) le Christ est de type glorieux. Le port de la tunique (cachant la nudité du crucifié) révèle une origine, ou du moins influence, byzantine.  

### Histoire
Les archives de la paroisse voisine de Theux, mentionnent la présence d’un ancien crucifix dans l’église carolingienne des saints Hermès-et-Alexandre dont les parties les plus anciennes remontent au VIIIe siècle. Des marques au dos et au pied du crucifix laissent supposer qu’il est bien le Christ glorieux qui a surplombé le chœur de cette église durant de nombreux siècles. 
Ne correspondant plus au goût de l’époque, le crucifix fut relégué dans une chapelle latérale au XVIIIe siècle. Pour le protéger des vandales lors des troubles consécutifs à la Révolution française il fut sans doute enterré dans un champ et protégé par une grosse pierre. C’est là qu’il fut retrouvé, par hasard, en 1830.
La découverte fit sensation, d’autant plus que le crucifix était en excellent état. Une dévotion populaire se développa autour du Vieux-Bon-Dieu et une chapelle en son honneur fut construite en 1895 (restaurée en 1932 et en 1986).

## Aujourd’hui
Le couvent de Tancrémont est une maison dépendante de l'abbaye prémontrée d'Averbode. Une messe est célébrée quotidiennement dans la chapelle, avec vêpres en grégorien le dimanche. La confrérie de la Sainte-Croix est une communauté de prière liée au sanctuaire de Tancrémont.